# Kim Graham
Kimberly Elaine »Kim« Graham-Miller, ameriška atletinja, * 26. marec 1971, Durham, Severna Karolina, ZDA.
Nastopila je na poletnih olimpijskih igrah leta 1996, kjer je osvojila naslov olimpijske prvakinje v štafeti 4×400 m, v teku na 400 m se je uvrstila v polfinale. Na svetovnih prvenstvih je osvojila naslov prvakinje leta 1995 in srebrno medaljo leta 1997 v štafeti 4x400.